# Zbrodnie w Boiskach
Zbrodnie w Boiskach – seria egzekucji przeprowadzonych przez niemieckich żandarmów zimą 1942/43 w kolonii Boiska nieopodal Solca nad Wisłą, których ofiarą padły polskie rodziny podejrzewane o udzielanie pomocy Żydom.

## Geneza
W okresie niemieckiej okupacji stosunkowo wielu Polaków z okolic Lipska i Ciepielowa zaangażowało się w pomoc prześladowanym Żydom. Przyczyn tego stanu rzeczy Sebastian Piątkowski i Jacek A. Młynarczyk upatrywali przede wszystkim w fakcie, iż w okresie międzywojennym nie występowały w tym rejonie poważniejsze antagonizmy na tle narodowościowym. Polskie i żydowskie rodziny, zazwyczaj zamieszkujące te ziemie od pokoleń, utrzymywały bowiem różnego rodzaju więzi sąsiedzkie i gospodarcze – nierzadko o dużym stopniu zażyłości. Ponadto okolice Iłży, Ciepielowa i Lipska uchodziły za bastion ruchu ludowego, a antysemickie ugrupowania narodowe nie uzyskały tam nigdy szerszego poparcia.
Zimą 1942/43 Niemcy podjęli działania mające na celu zastraszenie miejscowej ludności i zniechęcenie jej do udzielania jakiegokolwiek wsparcia żydowskim uciekinierom. Główną rolę w tej operacji odgrywał pododdział I Batalionu Żandarmerii Zmotoryzowanej, który od listopada 1942 kwaterował w zabudowaniach folwarku w Górkach Ciepielowskich. Między grudniem 1942 a styczniem 1943 ciepielowscy żandarmi zamordowali we wsiach Stary Ciepielów, Rekówka, Świesielice i Zajączków około 40 Polaków podejrzewanych o udzielanie pomocy Żydom.
Mniej więcej w tym samym okresie szeregu mordów na Polakach podejrzewanych o udzielanie pomocy Żydom dopuścili się niemieccy żandarmi z posterunku w Lipsku. Między listopadem 1942 a styczniem 1943 przeprowadzili oni co najmniej sześć akcji represyjnych,  z czego trzy dotknęły mieszkańców kolonii Boiska w ówczesnej gminie Dziurków.

## Niemieckie zbrodnie w Boiskach

### Zamordowanie rodziny Kryczków
Rodzina Kryczków była podejrzewana przez swoich sąsiadów o ukrywanie Żydów. Przypuszczano nawet, że na terenie ich gospodarstwa znajduje się kryjówka zdolna pomieścić kilka osób. Owe pogłoski dotarły do Niemców za pośrednictwem konfidenta, który podsłuchał rozmowę, jaką na ten temat prowadzili przy alkoholu dwaj mieszkańcy wsi.
Rankiem 8 grudnia 1942 grupa żandarmów z posterunku w Lipsku otoczyła gospodarstwo Kryczków i zatrzymała wszystkie przebywające w nim osoby – Leona Kryczkę, jego żonę Wiktorię, dwójkę ich dzieci, a także Barbarę Stefanek (ciotkę Leona) i Józefa Ciesielskiego (męża ciotecznej siostry Leona). Niemcy polecili sąsiadom zabrać dzieci z gospodarstwa Kryczków, a następnie wyprowadzili dorosłych członków rodziny na podwórze i tam rozstrzelali. Egzekucję przeżyła jedynie Wiktoria Kryczka, która jednak zmarła z ran dwa dni później.
Po zamordowaniu Kryczków żandarmi sprowadzili na miejsce egzekucji wspomnianych dwóch Polaków, których rozmowę podsłuchał konfident. Zostali oni ciężko pobici, prawdopodobnie za karę, iż nie donieśli Niemcom o pomocy udzielanej Żydom przez rodzinę Kryczków.

### Zamordowanie rodzin Krawczyków i Boryczków
Zimą 1942/43 w rejonie wsi Baranów w ręce Niemców wpadł żydowski uciekinier. Uwagę żandarmów zwrócił fakt, iż miał on na nodze fachowo założony opatrunek. Podczas przesłuchania mężczyzna zeznał, że osobą, która udzieliła mu pomocy był Józef Krawczyk z kolonii Boiska.
Rankiem 2 stycznia 1943 we wsi pojawił się oddział żandarmów przysłany z posterunku w Lipsku. Niemcy udali się do gospodarstwa Krawczyków, gdzie zastrzelili Józefa, jego żonę Zofię oraz ich kilkuletniego syna Adama. Następnie gruntownie ograbili gospodarstwo, a zabudowania podpalili.
Po zamordowaniu Krawczyków kilku żandarmów w towarzystwie sołtysa udało się samochodem do gospodarstwa należącego do rodziny Boryczków. Zastali tam Stanisława Boryczkę, jego żonę Zofię, ich rocznego syna Zygmunta oraz dwunastoletnią bratanicę Stanisława, Marię. Niemcy wiedzieli, że Zofia – ochrzczona Żydówka – dostarczała żywność żydowskim uciekinierom ukrywającym się w pobliskich lasach. Po krótkiej rozmowie jeden z żandarmów zastrzelił oboje małżonków oraz ich syna. Wcześniej z domu zdołała wymknąć się Maria Boryczka. Żandarmi szybko ją schwytali, lecz zadowoliwszy się informacją, że nie jest córką Boryczków, pozwolili dziewczynce odejść wolno.
Po zakończeniu egzekucji żandarmi ograbili gospodarstwo Boryczków, lecz na prośbę sąsiadów zrezygnowali z jego podpalenia. Udali się następnie do brata Stanisława Boryczki, Józefa, któremu oznajmili, że zgadzają się na pochówek jego brata na miejscowym cmentarzu, a także na przejęcie przez Józefa domu po zamordowanych krewnych. Rozkazali jednocześnie, aby ciała Zofii i Zygmunta zostały pogrzebane na polu. Ostatecznie rodzina spoczęła jednak we wspólnym grobie wykopanym nieopodal gospodarstwa. Po wojnie ciała Boryczków przeniesiono na katolicki cmentarz w Solcu nad Wisłą.

### Likwidacja kryjówki w gajówce Parolów
Zimą 1942/43 do Niemców dotarła informacja, że gajowy Franciszek Parol udziela pomocy żydowskim uciekinierom. Nieustalonego dnia w styczniu 1943 gajówkę, która znajdowała się nieopodal Boisk, otoczył oddział żandarmerii. Gajowy przebywał w tym czasie poza domem, stąd w ręce Niemców wpadła tylko jego żona Genowefa oraz dwóch żydowskich mężczyzn. Obu Żydów prawdopodobnie zamordowano na miejscu, kobietę zabrano natomiast do Radomia i osadzono w tamtejszym więzieniu. We wrześniu 1943 Genowefa Parol zdołała uciec ze szpitala, do którego skierowano ją z więzienia na leczenie. Jej dalsze losy są nieznane.

## Odpowiedzialność sprawców
Jedynym żandarmem z posterunku w Lipsku, który poniósł odpowiedzialność karną za swoje zbrodnie, był Alfons Himmel. W lutym 1949 roku został on skazany przez Sąd Okręgowy w Radomiu na karę śmierci. Wyrok wykonano. 